# Monumento a Simón Bolívar (Lima)
El Monumento a Simón Bolívar es una estatua ecuestre sobre un pedestal que representa al Libertador venezolano Simón Bolívar y se encuentra en la plaza homónima de la capital del Perú.

## Descripción
De cuatro metros de altura y veintitrés toneladas de peso, la estatua muestra a Simón Bolívar montado en un caballo encabritado que se sostiene sobre sus patas traseras. Bolívar está vestido con atuendo militar, incluyendo una capa decorada. Otros accesorios incluyen botas altas, charreteras y una faja; tiene una espada envainada sobre su muslo izquierdo y sostiene su sombrero en el lado derecho de su cuerpo.
El pedestal de mármol posee tres gradas. Sobre el lado derecho del pedestal, un alto relieve representa la Batalla de Ayacucho. Sobre el lado izquierdo otro alto relieve representa la Batalla de Junín. En la parte de atrás del pedestal se muestra el Escudo del Perú. En la parte frontal se encuentra una placa con la inscripción:

«A Simón Bolívar, Libertador. La Nación Peruana, año de MDCCCLVIII»

Adamo Tadolini fue alumno del escultor Antonio Canova y generalmente se lo ve trabajando en la misma tradición neoclásica. Se ha sugerido que la estatua de Bolívar se inspiró en la famosa pintura de Jacques-Louis David de Napoleón cruzando los Alpes. Un problema que Tadolini tuvo que enfrentar, a diferencia del pintor, fue el de la estática: representar al caballo con las patas levantadas podría causar problemas de estabilidad debido al peso excesivo del bronce que se apoya en dos patas y una cola. El jinete de bronce de Étienne-Maurice Falconet, que supera un problema similar, también puede ser visto como un precursor de la estatua de Tadolini.

## Historia
En 1825 el Congreso del Perú dispuso la construcción de un monumento a Simón Bolívar en esta plaza y ese mismo año se colocó la primera piedra de dicho monumento, pasaron treinta años hasta que fuera efectivamente dispuesta en la plaza. En 1853 el Congreso encargó a Bartolomé Herrera, quien era Ministro Plenipotenciario del Perú en Roma, la misión de convocar a un concurso para la confección de la estatua y del pedestal. El ganador fue el escultor italiano Adamo Tadolini, quien confeccionó un molde de yeso. Sobre ese modelo, el escultor alemán Müller, superintendente de la fundición de Múnich, se encargó de la fundición de la estatua. El pedestal fue obra del artista romano Felipe Guacarini.
El monumento terminado en 1858, recién llegó al Perú en 1859 ingresando por el puerto del Callao. En 1874 fue inaugurada en la Plaza Mayor de Caracas una replica utilizando el mismo molde del que se hizo la estatua de Lima que se encontraba en la Fundición Müller de Múnich.